# Comité olympique de Sainte-Lucie

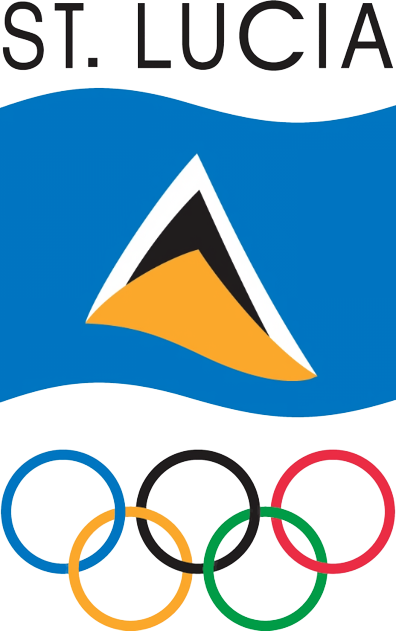
Logotype du comité.

Le Comité olympique de Sainte-Lucie (en anglais, St. Lucia Olympic Committee) est le comité national olympique de Sainte-Lucie, fondé en 1987 à Castries. Il a été reconnu par le Comité international olympique en 1993.